# Cestrum mutisii
Cestrum mutisii es una especie de arbusto del género Cestrum perteneciente a la familia de las solanáceas. Es originaria de Ecuador donde se encuentra en la Provincia de Pichincha en el monte Quindiu.  

## Taxonomía
Cestrum mutisii fue descrita por Willd. ex Roem. & Schult. y publicado en Systema Vegetabilium 4: 807. 1819.
Etimología
Cestrum: nombre genérico que deriva del griego kestron = "punto, picadura, buril", nombre utilizado por Dioscórides para algún miembro de la familia de la menta.
mutisii: epíteto otorgado en honor del botánico José Celestino Mutis.
Sinonimia
- Cestrum parviflorum Dunal	[3]

## Nombres comunes
- uvilla[4]